# ヤマル航空

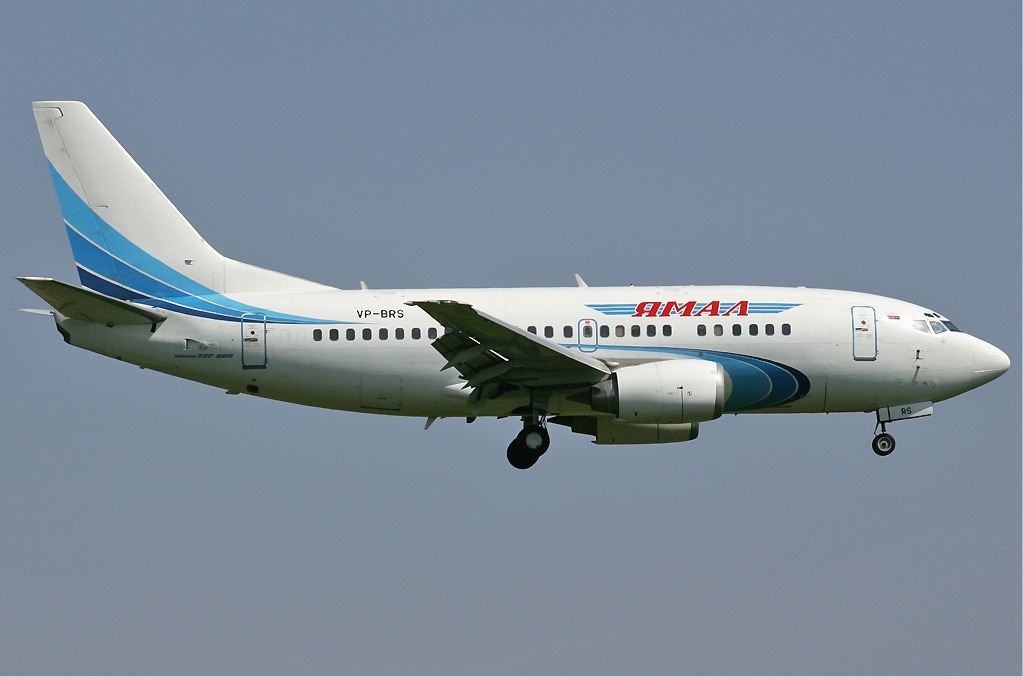
ヤマル航空のボーイング737–500、モスクワで2008年に撮影。

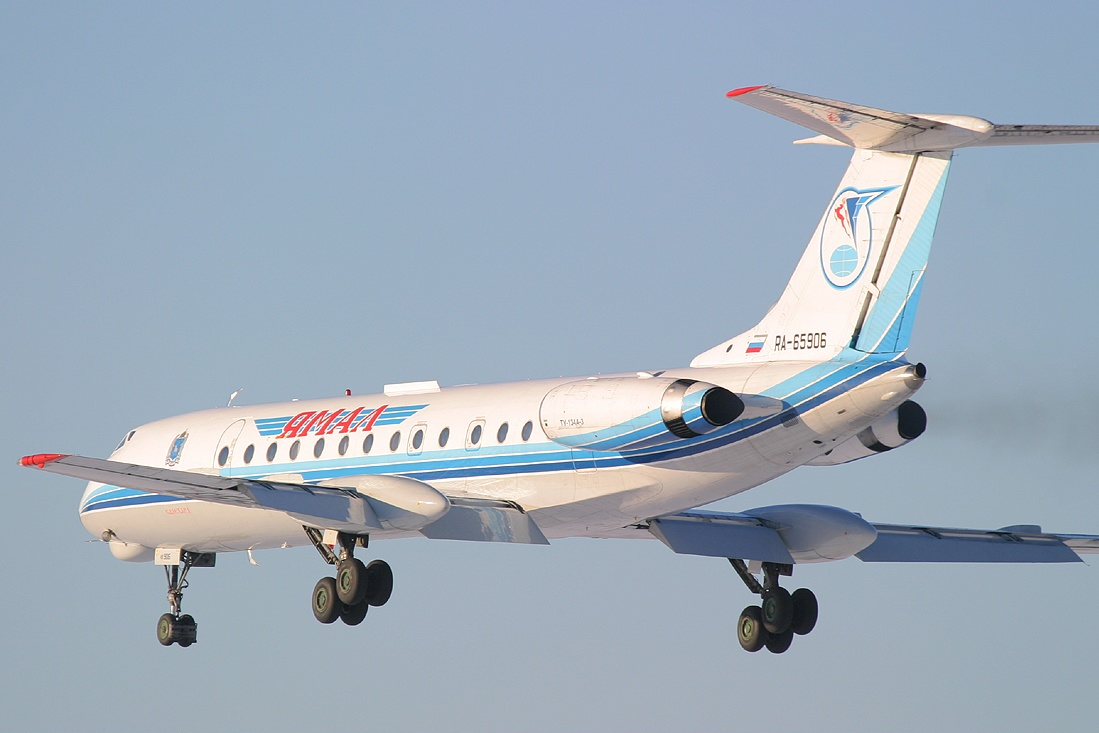
ヤマル航空のツポレフ Tu-134、モスクワで2003年に撮影。

ヤマル航空（ヤマルこうくう、ロシア語: ОАО Авиационная транспортная компания «Ямал»、英語: Yamal Airlines）は、ロシアのサレハルドに拠点を置く航空会社。地域的な旅客便の運行を手がけており、設立は1997年である。

## 乗り入れ空港
2024年2月の時点で、ヤマル航空の乗り入れ空港は以下の通りであった。

### アジア
アルメニア
- エレバン – ズヴァルトノッツ国際空港

 アゼルバイジャン
- ギャンジャ – ギャンジャ国際空港
- レンキャラン – レンキャラン国際空港（英語版）

### ヨーロッパ
ロシア
- アナパ – アナパ国際空港
- アルハンゲリスク – アルハンゲリスク・タラギ空港
- ベルゴロド –  ベルゴロド国際空港[3]
- バルナウル - バルナウル国際空港[4]
- ゲレンジーク - ゲレンジーク空港
- コガリム – コガリム空港（英語版）
- モスクワ – ドモジェドヴォ空港 - 準ハブ空港
- ムルマンスク – ムルマンスク空港[5]
- ナディム（英語版） – ナディム空港
- ニジネヴァルトフスク –  ニジネヴァルトフスク国際空港
- ノーヴィ・ウレンゴイ – ノーヴィ・ウレンゴイ空港
- ノヤブリスク – ノヤブリスク空港
- ペルミ – ボルショエ・サビノ空港
- サンクトペテルブルク - プルコヴォ空港[6]
- シンフェロポリ – シンフェローポリ国際空港
- サレハルド – サレハルド空港 - 準ハブ空港
- スルグト – スルグト国際空港
- タガンログ – タガンログ空港（ロシア語版）
- チュメニ – ロスキーノ国際空港 - ハブ空港
- ウファ – ウファ国際空港
- ウライ（英語版） – ウライ空港（英語版）

 セルビア
- ニシュ – ニシュ・コンスタンティヌス大帝空港（英語版） - 季節就航

## 機材
2015年9月の時点で、ヤマル航空は以下の機材を運行している。
| 機種                              | 運行中 | 計画 | 座席 | 注記                                 |
| --------------------------------- | ------ | ---- | ---- | ------------------------------------ |
| エアバスA320                      | 7      | 3    | 164  | エコノミー/ビジネス併設 (Y:156, C:8) |
| エアバスA321                      | 2      | 3    | 220  | エコノミー/ビジネス併設              |
| ボーイング737-400                 | 3      | __   | 158  | エコノミー/ビジネス併設 (Y:150, C:8) |
| ボーイング737-500                 | 1      | __   | 132  | エコノミー/ビジネス併設              |
| ボンバルディア CRJ-200            | 10     | __   | 50   | エコノミーのみ                       |
| ボンバルディア チャレンジャー 850 | 1      | __   | 13   | VIP                                  |
| LET L-410                         | 2      | __   | 19   | エコノミーのみ                       |
| スホーイ・スーパージェット100     | 0      | 10   | TBA  |                                      |

今後、ボーイング737の退役により、エアバスA320系の機材が20機まで増強される見込みである。